# 宙水
宙水（ちゅうみず・ちゅうすい、英語: perched growndwater）とは、不圧地下水の一形態である。土壌水帯（地下水面より上部）の、粘土層など透水性の低い地層の上部に存在することがある。
大気と直接つながる地下水面をもつ不圧帯水層系に属し、地下水面と地表面が近いため降水後わずかな時間で地下水位が変動することが多い。涵養条件により降雨時のみしか存在しないものもある。中水（ちゅうみず）ともいう。また、これに対して本体となる地下水を本水（）と呼ぶことがある。

## 主な利用形態
宙水は本体となる地下水面より地表面に近い浅い位置にあるため、浅井戸による利用が古くから為されている。本体の地下水面が深い位置にある場合は地域の主な水源として利用されるケースもあった。しかし掘削技術の進歩と、涵養条件により水面の位置が上下し時には枯渇もありうる不安定さから深井戸の補助的な役割へと移っていった。
また、現在の日本における地下水は主に補助的水源として農業用・工業用・生活用などの用途に利用されるが、宙水を含む不圧地下水は農業用水としての利用量が多くみられる。これは灌漑期に利用期間が限られ地表水の補助的な役割として使われるので、より深い掘削が必要となる被圧地下水に比較して経済的であったためである。工業用水として利用する場合は大規模な利用が主となるため小規模な不圧地下水では賄いきれないという理由も挙げられる。

## 代表的な利用地域
一般に扇状地・台地・丘陵などに形成されやすく、関東地方のローム層に覆われた地域に多くみられる。
- 所沢市

地下水面が深い位置にあるため深井戸による水の入手が難しい。市内の柳瀬川・東川沿いに宙水が点在し、宙水を使った浅井戸を中心として発展した地域があった。
- 世田谷区北烏山（烏山寺町）

## 利用の歴史
宙水を含む不圧地下水の利用には深井戸を掘る技術が必要なかったため、弥生時代から浅井戸による利用が確認されている。地下水需要の増加にともなって19世紀後半頃から大型浅井戸や横井戸による開発も盛んになった。古くは生活用水として利用されていたが、水田農業の発達とともに農業用水としての利用も増えていった。
- 井戸の痕跡が認められる遺跡の例
  - 奈良県唐古遺跡
  - 福岡県板付遺跡
  - 静岡県登呂遺跡